# كلية الهندسة للنساء التابعة لبهوج ريدى
كلية الهندسة للنساء التابعة لبهوج ريدى، أنشئت كلية الهندسة للنساء التابعة لبهوج ريدى في عام 1997، هي كلية لتدريس الهندسة للنساء في حيدرأباد في الهند. تديرها المجموعة التطوعية «سانجام لاكشمى باى ڤيديابيت» بهدف تعزيز تعليم الإناث.